# Tipula (Lunatipula) auriculata
Tipula (Lunatipula) auriculata is een tweevleugelige uit de familie langpootmuggen (Tipulidae). De soort komt voor in het Palearctisch gebied.